# Hedvábnictví

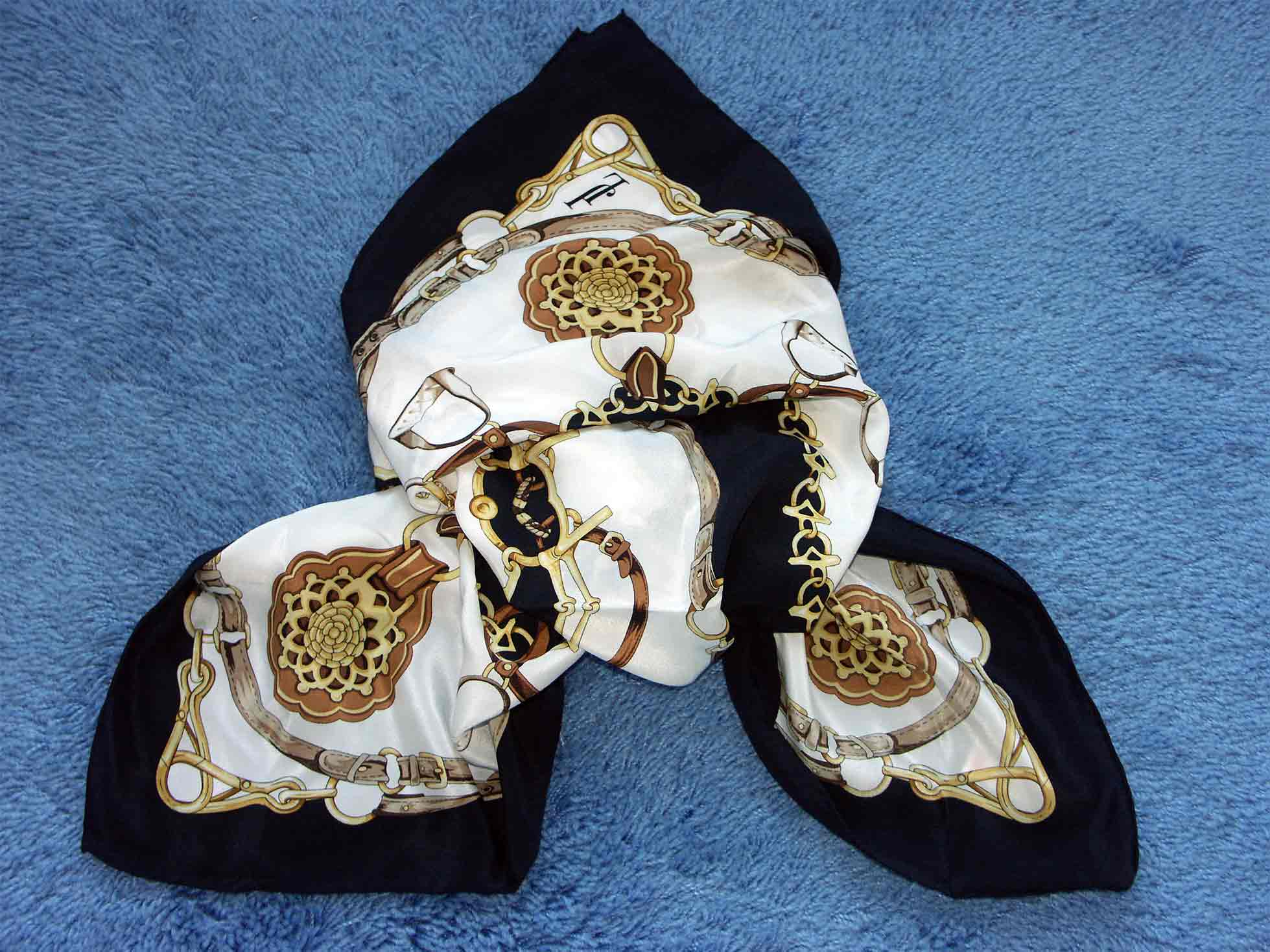
Hedvábný šátek (z počátku 21. století)

Hedvábnictví (angl.: silk industry) je obor ekonomiky, který zahrnuje činnosti související se všemi druhy hedvábí od chovu housenek až po výrobu hedvábných textilií.

## Historie

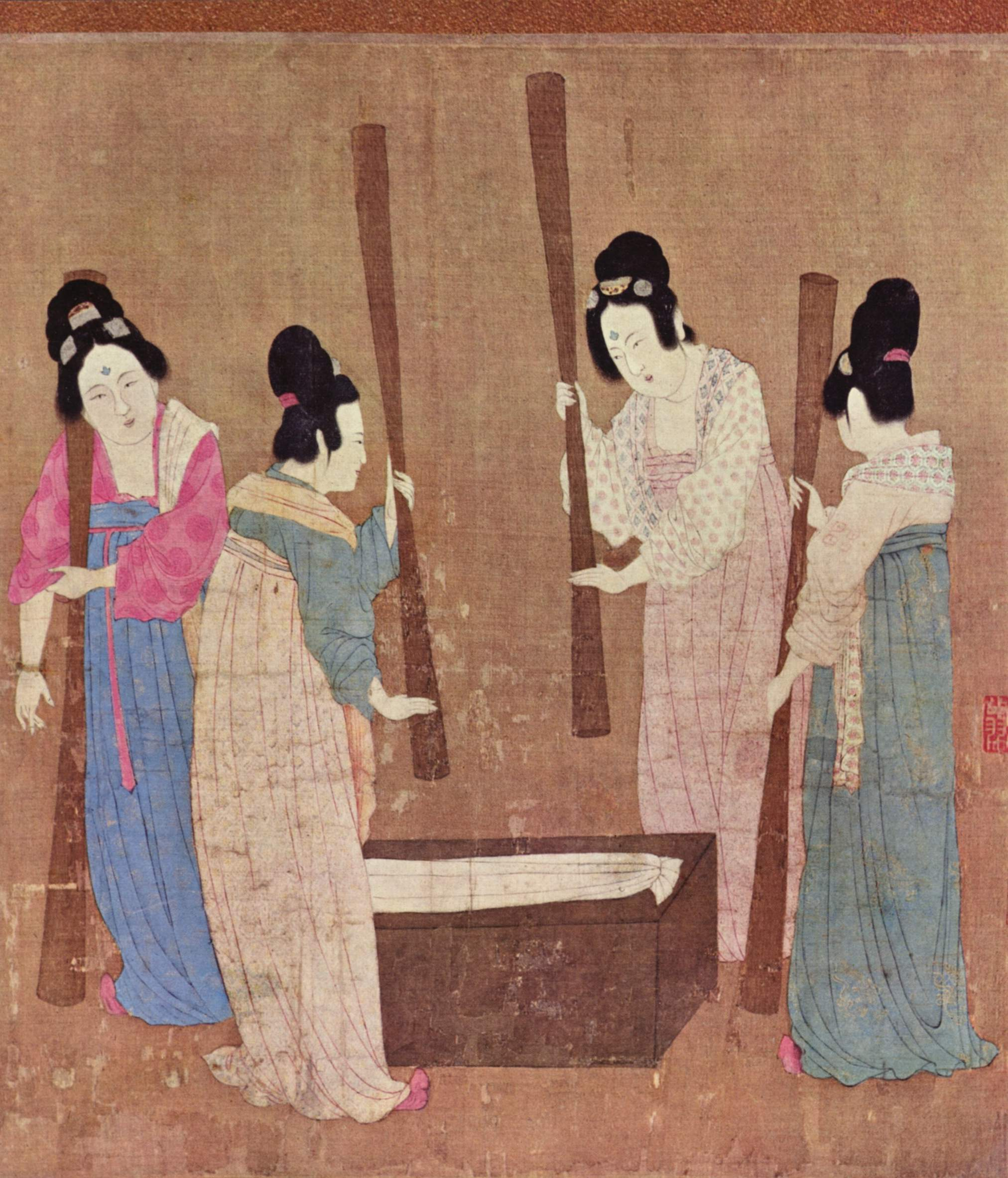
Dvorní dámy připravují hedvábné vlákno, malba císaře Chuej-cunga

První zmínka o objevu hedvábí a bource morušového (Bombyx mori) pochází z Číny. Objev hedvábnictví je připisován konkubíně čínského císaře Chuang-ti, který žil ve 3. tisíciletí př. n. l.[zdroj?]
Tajemství výroby hedvábí čínští výrobci velmi pečlivě střežili před světem téměř 2000 let. Podle čínského historika Man-Tua-Lina se výroba hedvábí v 1. století před naším letopočtem rozšířila na Korejský poloostrov a odtud do Japonska.. Ve 3. století n. l. bylo hedvábnictví v Japonsku již národním řemeslem. Hrdinské eposy Ramajána a Mahábharata svědčí o výrobě hedvábí v rané době také v Indii. Prvními Evropany byli podle písemně zaznamenané tradice dva ariánští mniši – čínští misionáři ve službách byzantského císaře Justiniána I., kteří dokázali propašovat vajíčka bource morušového z Číny do Konstantinopole v dutých bambusových holích. Evropské hedvábnictví se rozvíjelo od 12. století: již roku 1146 je v královských dílnách Nobiles officinae v Palermu na Sicílii zavedl král Roger II. Titíž hedvábníci přišlí z Byzance se usadili například v thráckém Soufli. Od 14. století se hedvábí rozšířilo v Toskánsku (Lucca), později ve Francii (Lyon) a ve Španělsku. Od poloviny 18. století začala výroba v mnoha dalších zemích.[zdroj?]

## Výroba
Surovina k výrobě hedvábí se získává ze výměšků housenek různých druhů, které se obvykle dělí na dvě skupiny:
- domestikované Bombyx mori k výrobě přírodního hedvábí
- volně žijících asi 80 druhů k výrobě planého hedvábí[1]

Podrobnosti výroby přírodního hedvábí jsou popsány ve článcích Přírodní hedvábí a Bourec morušový, hlavní druhy planého hedvábí popisují články Tussah, Hedvábí muga a Hedvábí eri.

### Hedvábnictví na území České republiky
K prvnímu pokusu zavést výrobu hedvábí z kokonů housenek bource morušového dal pokyn Albrecht z Valdštejna v Jičíně v roce 1627, kdy tam povolal italské dělníky, kteří vysázeli mnoho moruší a zahájili pěstování. Po jeho smrti však hedvábnictví zaniklo. Na Moravě měl primát v 17. století náležet Lichtenštejnům. V rakouské monarchie se v období merkantilismu objevilo několik hedvábnických podnikatelů po třicetileté válce, přicházeli také do Čech a na Moravu. Patřil k nim například Josef Tarone v Praze v letech 1720-1725. Systémové zavádění hedvábnictví se přičítá hraběti Filipu Ludvíkovi ze Sinzendorfu, kancléři císaře Karla VI. Roku 1749 začali v Praze na hradbách vysazovat moruše dva Italové: geodet major Carlo Cremieri a divadelní podnikatel Giovanni Battista Locatelli, který se usadil v divadle v Kotcích se svým operním ansámblem. Roku 1757 od nich moruše odkoupil komerciální kongres, který stromky postoupil Vlašskému špitálu na Malé Straně, v jehož zahradě byly vysázeny, a ve špitále se hedvábí vyrábělo až do jeho zrušení 1830.
V roce 1752 vydala císařovna Marie Terezie výnos na podporu pěstování moruší a roku 1756 jej doplnila pohrůžkou trestů žalářem za poškozování vysazených stromů. Roku 1751 obdržel radní Starého Města pražského Bedřich z Friedbergů povolení, aby z výnosu maškarních plesů, které pořádal ve svém domě čp. 620/I, přispíval do fondu na pěstování morušových stromků..
Na pražských městských příkopech a okolí bylo koncem 18. století vysazeno 18 230 moruší.
V Potštejně udržoval hrabě Thamareé chov bource morušového v takovém rozsahu, že se mu vyplácelo provozovat také vlastní filatorium (skárnu hedvábné příze). V roce 1789 byla v Čechách zaznamenána výroba 20 metrických centů skaného hedvábí.
Morušové sady na pražských příkopech přešly v roce 1811 do vlastnictví Itala Josefa Rangheriho, který zavedl pěstování moruší také v usedlosti nazývané Rangherka (Vršovický zámeček). V roce 1836 zveřejnil jeho syn Heinrich Rangheri údaje o svém podniku: Ze 191 moruší sklidil cca 150 kg kokonů, ze kterých získal asi 15 kg surového (neskaného) hedvábí v ceně 360 zlatých. (Po započtení všech výdajů zůstal čistý zisk 24 zlatých).
Roku 1863 byla v Praze založena Hedvábnická jednota pro království české v čele s Ferdinandem Hillerem, který popsal hedvábnictví v VI. dílu Ottova slovníku naučného. Koncem 19. století se počítalo s ročním výnosem cca 3 centy hedvábných kokonů. Další pěstitelé hedvábí byli evidování v Noutonicích, Chocni, Heřmanově Městci, Písku, či v Chlumu u Třeboně. Všeobecná osvěta a školní propagace nabádala matky a jejich děti, aby domácím pěstováním bource došly blahobytu. Roku 1882 bylo v českých zemích napočítáno na 105 tisíc morušových stromků. V okolí Šumperka a Rýmařova bylo v té době založeno několik textilních podniků, které se zabývaly výhradně zpracováním (převážně importovaného) hedvábí a tato oblast se stala významným střediskem hedvábnictví pro celé tehdejší Rakousko-Uhersko a pozdější Československo. Ještě v 60. letech 20. století zde bylo v tomto oboru zaměstnáno přes 2000 lidí, v té době však byly zpracovávané materiály převážně filamenty z viskózy nebo polyamidu, tehdy nazývané umělé nebo syntetické hedvábí a např. úřední statistika z roku 1990 uváděla pro hedvábnické odvětví výrobu 70 milionů metrů tkanin s podílem pouhých 130 tisíc metrů z přírodního hedvábí. V pozdějších letech se v českých výrobních statistikách hedvábné textilie nevyskytují.

## Světové hedvábnictví ve 20. a 21. století
Chovem housenek k získávání hedvábného vlákna a zpracováním na textilie se zabývá ve světě asi 60 států ležících téměř bez výjimky v subtropickém nebo tropickém pásmu zeměkoule. Dominantní postavení v dodávkách hedvábných vláken (v roce 2015 cca 200 000 tun) mají Čína s podílem na výrobě cca 85 % a Indie se 14 %.
Za rok 2021 byly zaznamenány celosvětové výnosy z prodeje příze, plošných textilií z přírodního a planého hedvábí a z prodeje vlákenných odpadů (suroviny pro kosmetiku a léčiva) s částkou 22,8 miliard USD. S výrobou přírodního hedvábí se zabývalo více než 12 milionů lidí a dalších 6 milionů pracovalo v sektoru planého hedvábí.